# Dora Demmel
Dora Demmel (* 6. Februar 1938 in Salzburg; † 31. Dezember 2020 in Linz) war eine österreichische Designerin.

## Werdegang
Dora Demmel studierte bei Oswald Haerdtl an der Akademie für angewandte Kunst in Wien. Sie begann ihre Karriere in seinem Atelier und wechselte nach Haerdtls frühem Tod als zweite Entwerferin zur Brillenfabrik Anger in Traun. Als 1964 in Linz die Brillenmarke Silhouette gegründet wurde, gehörte sie als Designerin von Beginn an zum Kernteam. Bis 1990 schuf sie einige der bekanntesten Designs der internationalen Brillenmode – unter anderem 1974 die "Futura", der 2023 eine Sonderbriefmarke der österreichischen Post gewidmet wurde. Rund 1.000 ihrer Entwürfe wurden von Silhouette produziert und weltweit vertrieben.

## Privates
Dora Demmel war die Enkelin des sozialistischen Politikers der Zwischenkriegszeit und NS-Opfers Karl Emminger und die Cousine des SPÖ-Ministers Herbert Moritz. Sie war zweimal verheiratet und hat einen Sohn (* 1970). Ihre Grabstätte befindet sich am Salzburger Kommunalfriedhof.